# Leptogaster dasyphlebia
Leptogaster dasyphlebia là một loài ruồi trong họ Asilidae. Leptogaster dasyphlebia được Martin miêu tả năm 1964. Loài này phân bố ở vùng nhiệt đới châu Phi.